# Jack Slater (Politiker)
Hon. John „Jack“ William Slater (* 3. September 1927 in Adelaide, South Australia; † 23. Februar 1997 ebenda) war ein australischer Politiker der Labor Party, der zwischen 1970 und 1989 Mitglied des South Australian House of Assembly sowie mehrmals Minister war.

## Leben
John „Jack“ William Slater wurde für die Labor Party bei der Wahl am 30. Mai 1970 im neu geschaffenen Wahlkreis Gilles erstmals zum Mitglied der South Australian House of Assembly gewählt, des Unterhauses des Parlaments von South Australia. Er vertrat diesen Wahlkreis bis zu seinem Verzicht auf eine erneute Kandidatur bei der Wahl am 25. November 1989, woraufhin sein Parteifreund Colin McKee diesen Wahlkreis übernahm.
Nach dem Sieg der ALP bei der Wahl am 6. November 1982 wurde Slater in die Regierung von Premier John Bannon berufen und übernahm vom 10. November 1982 bis zum 19. Dezember 1985 die Ämter als Minister für Wasserressourcen (Minister of Water Resources) und zugleich als Minister für Freizeit und Sport (Minister of Recreation and Sport). Nach dem neuerlichen Wahlsieg der Labor Party am 7. Dezember 1985 wurde er nach der Umbildung der Regierung am 18. Dezember 1985 nicht mehr als Minister berufen. Am 27. März 1986 wurde ihm der Höflichkeitstitel The Honourable verliehen.

## Hintergrundliteratur
- Parliament of South Australia: Statistical Record of the Legislature 1836–2007 (Memento vom 11. März 2019 im Internet Archive)

## Weblink
- Hon Jack Slater. In: Parlament von South Australia. Abgerufen am 23. April 2024 (englisch).